# Ліленд Стенфорд
Ліленд Стенфорд (англ. Leland Stanford; 9 березня 1824 — 21 червня 1893) — американський політик, промисловець і підприємець. Губернатор Каліфорнії, засновник Стенфордського університету.

## Біографія

### Ранні роки
Народився в 1824 році у Вотервліеті (нині місто Колоні), Нью-Йорк. Був одним з восьми дітей Йосії та Елізабет Філліпс Стенфордів. Ліленд виріс на сімейних фермах в Лиша-Кілл і (після 1836) Розенвіллі. Будинки в Розенвілле носили назву Елм-Гров. Головна будівля в Елм-Гров була знесена в 1940-х роках. Його предок-іммігрант, Томас Стенфорд, оселився в Чарлзтауні (штат Массачусетс) в 17 столітті. Пізніше його предки оселилися в долині Мохок в Нью-Йорку близько 1720 рока. Батько Стенфорда був фермер. Ліленд навчався в загальноосвітній школі до 1836 і потім навчався вдома аж до 1839 [15 років]. Вступив до Клінтонського Ліберального інституту, вивчав право в семінарії в м. Казеновія, Нью-Йорк в 1841-45. В 1845 він вступив на юридичну службу в контору Wheaton, Doolittle & Hadley в Олбані.
В 1848 році Стенфорд був прийнятий до колегії адвокатів, потім переїхав до Порт-Вашингтон де він почав адвокатську практику з Веслі Пірс. Його батько подарував йому юридичну бібліотеку, одну з найкращих на той момент. 30 вересня 1850 року він одружився з Джейн Елізабет Латроп, дочкою торговця Дайєра Латропа і Джейн Енн (Шілдс) Латроп. В 1868 у них народився син, Ліленд Стенфорд-молодший.
В 1850 Стенфорд був висунутий окружним прокурором від Партії вігів (США) в окрузі Вашингтон, штат Вісконсін. Він також є засновником місцевої газети Вашингтон Геральд.

### Бізнес
В 1852 Стенфорд, у віці 28 років, втративши свою бібліотеку та інше майно при пожежі, переїхав до Каліфорнії в період Каліфорнійської золотої лихоманки. Його дружина Джейн залишилася в Олбані зі своєю сім'єю. Він став працювати в сімейному бізнесі зі своїми п'ятьма братами, які задовго до нього влаштувалися на узбережжі Тихого океану. Стенфорд працював в універсальному магазині для шахтарів, потім перейшов в оптову торгівлю. Служив мировим суддею, допоміг організувати бібліотечну асоціацію Сакраменто, яка згодом стала публічною бібліотекою Сакраменто. В 1855 він повернувся в Олбані, до дружини , але став перейматися повільним темпом життя , і в 1856 він і Джейн переїхали до Сан-Франциско, щоб брати участь у великих торговельних операціях.

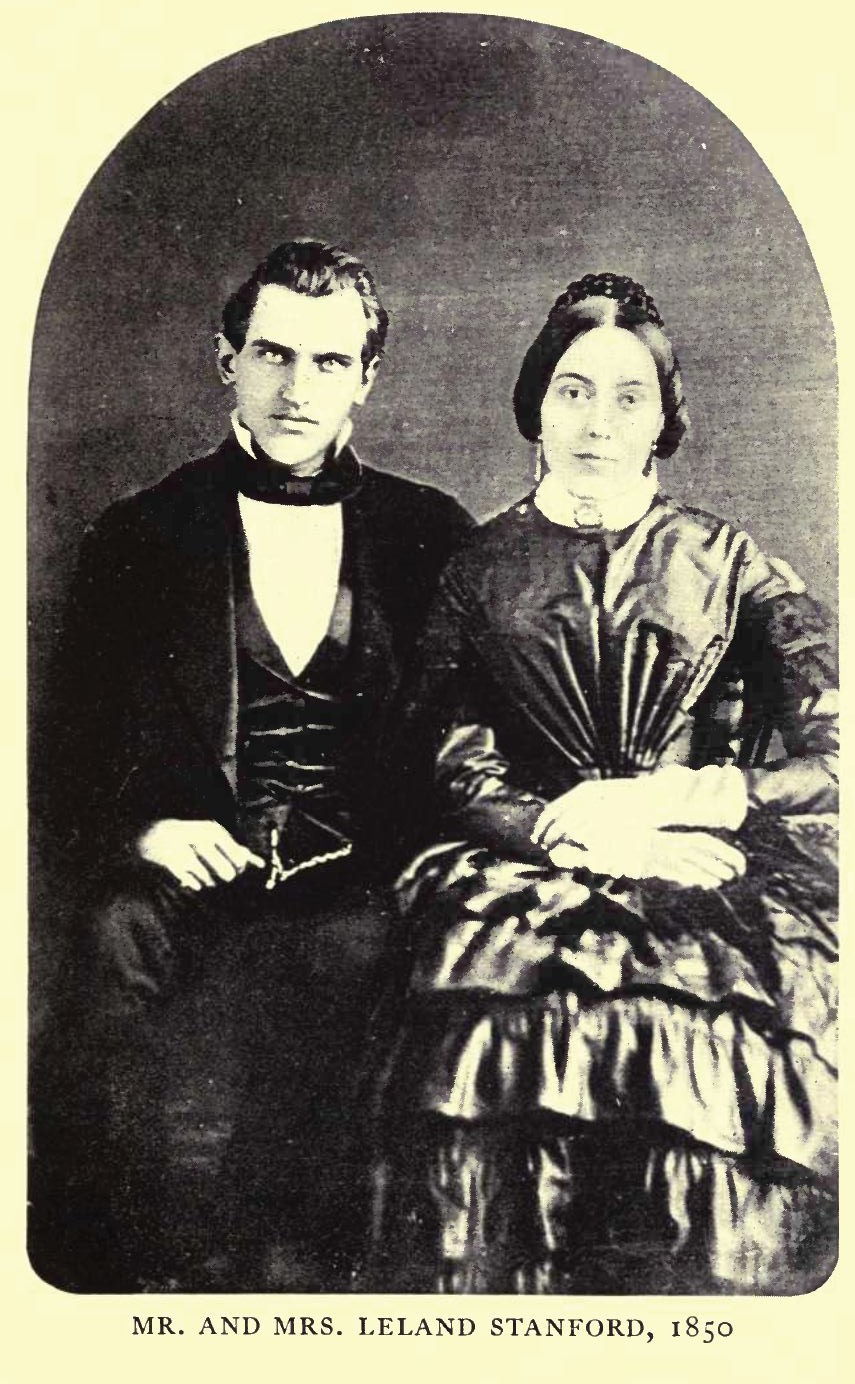
Стенфорд з дружиною

Стенфорд був одним з чотирьох найбільших бізнесменів в Сакраменто, відомих у народі як «Велика четвірка» (один одного вони називали «колегами»), які були ключовими інвесторами заснованої 28 червня 1861 компанії «Центральна тихоокеанська залізниця», зі Стенфордом як президентом. Його трьома соратниками були Чарльз Крокер, Марк Хопкінс і Колліс П. Гантінгтон. В 1861 у Стенфорд знову (після невдалої спроби в 1859) висунув свою кандидатуру на пост губернатора Каліфорнії, і цього разу був обраний. Перший тепловоз на залізниці був названий губернатор Стенфордський на його честь. .
У травні 1868 він разом з Ллойдом Тевіс, Даріусом Міллсом, Беконом, Гопкінсом і Крокером сформували Pacific Union Express Company, яка об'єдналася в 1870 у з Wells Fargo & Company. Будучи главою залізничної компанії, яка побудувала західну частину «першої трансконтинентальної залізниці» в горах Сьєрра-Невада в Каліфорнії, Неваді і Юті, Стенфорд 10 травня 1869 очолив урочисту церемонію об'єднання залізниць Central Pacific і Union Pacific.
Хоча «Центральна тихоокеанська залізниця» (Central Pacific Railroad, CPRR) ще будувалася, Стенфорд і його партнери придбали контроль над «Південної тихоокеанської залізницею» (Southern Pacific Railroad) в 1868. Стенфорд був обраний президентом Southern Pacific, і він займав цю посаду (за винятком короткого періоду в 1869—1870) до 1890. Стенфорд був також директором Wells Fargo & Company з 1870 по січень 1884, з лютого 1884 до своєї смерті в червні 1893.
В 1874 Стенфорд переїхав до Сан-Франциско, де він прийняв посаду Голови «Пароплавства Сходу і Заходу», яке здійснювало рейси вЯпонію і Китай. 
Southern Pacific Company була організована в 1884 році як холдинг в рамках компанії Central Pacific-Southern Pacific. Стенфорд був президентом Southern Pacific Company з 1885 до 1890, коли його змістив з цієї посади Гантінгтон, в помсту за перемогу Стенфорда в 1885  на виборах в Сенат над одним Гантінгтонів, А. А. Сарджентом. Стенфорд був обраний головою виконавчого комітету Southern Pacific Railroad в 1890, і займав цей пост, паралельно з президентством в Central Pacific Railroad, до самої смерті.
Стенфорд володів двома винними заводами: заснованим в 1869 і керованим його братом Stanford Brothers Winery, і Great Vina Ranch (площа 223 кв. Км) з найбільшим на ті часи виноградником в світі - 14 кв. км.  Йому також належав «Тракт Грідлі» (72 кв. км) і ферма в Пало-Альто, де виводилися знамениті породи коней. Стенфорд мав і величний особняк в Сакраменто, штат Каліфорнія, де народився його єдиний син; нині це Національний історичний парк «Особняк Ліленда Стенфорда», а будинок-музей використовується для громадських заходів штату Каліфорнія. Крім усього іншого, був ще будинок у Сан-Франциско, в районі Ноб-Хілл, який був зруйнований в результаті землетрусу 1906 року. Сьогодні на його місці знаходиться Stanford Court Hotel.

### Політика

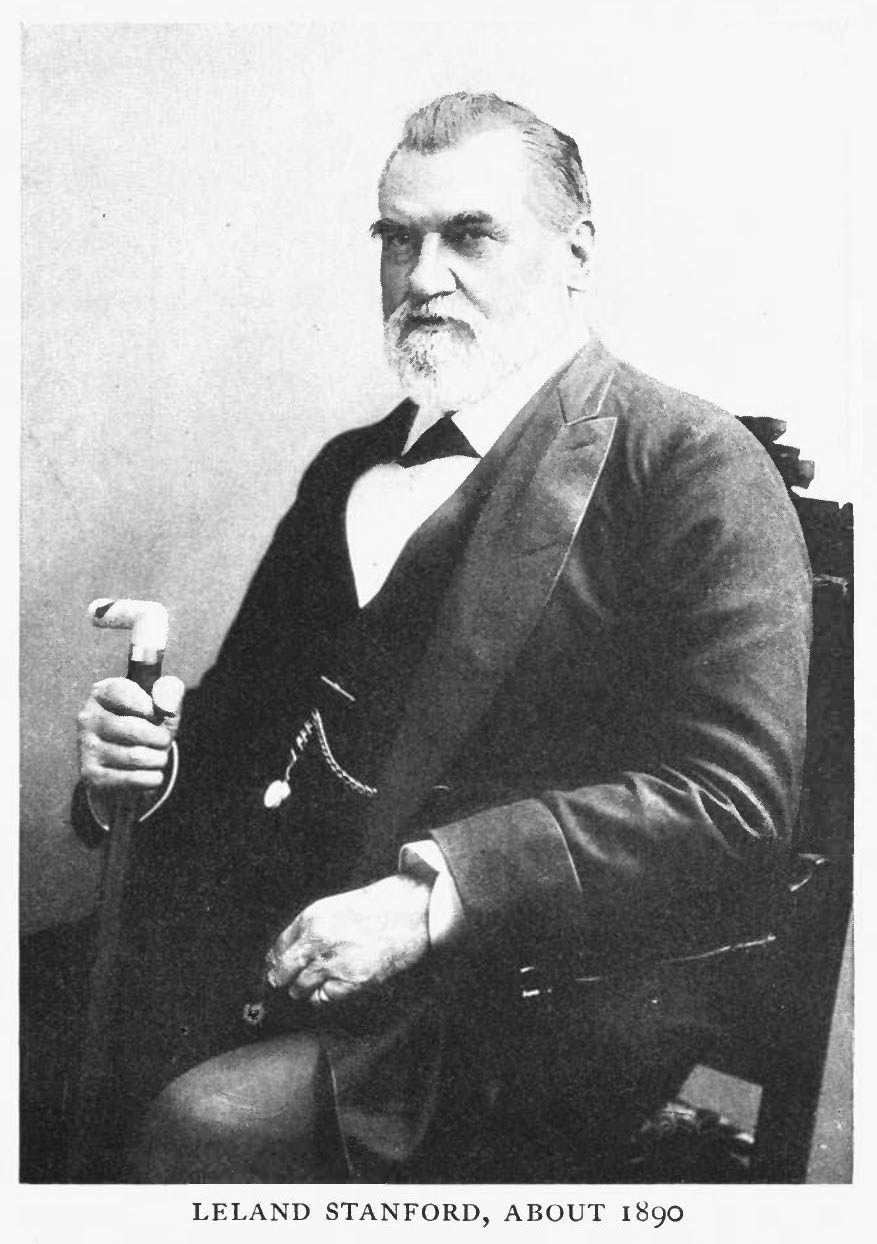
Ліленд Стенфорд в 1890 році

Стенфорд, член Республіканської партії, був дуже політично активний. В 1856 він зустрівся з іншими політиками в Сакраменто, з метою організувати Республіканську партію Каліфорнії. Був обраний як делегат на Конвенті Республіканської партії на виборах Президента США в 1856 і 1860 роках. Стенфорд невдало спробував стати скарбником (у  1857) і губернатором (1859) штату Каліфорнія. В 1860 у він був призначений делегатом на Національному з'їзді Республіканської партії в Чикаго, але на ньому не був присутній. У 1861 році він був нарешті обраний губернатором Каліфорнії.
Він був восьмим губернатором Каліфорнії, що працював з січня 1862 по грудень 1863, і першим республіканським губернатором. Будучи кремезною, неквапливо розмовляючою людиною, яка завжди читала заздалегідь підготовлений текст, він вражав слухачів своєю щирістю і несподіваними імпровізаціями. За час перебування на посаді він скоротив державний борг в два рази і виступав за збереження лісів. Він також керував створенням першого педагогічного училища в Каліфорнії, яке пізніше стало Державним університетом Сан-Хосе. Після губернаторства Стенфорда термін повноважень змінився з двох років до чотирьох, відповідно до закону, прийнятого під час його перебування на посаді.
Пізніше він працював у Сенаті Сполучених штатів з 1885 до своєї смерті в 1893 році. Працював протягом чотирьох років головою Комітету Сенату США з громадських будинків і територій, а також служив у військово-морському комітеті. Є автором кількох законопроєктів: законопроєкту, який сприяв створенню працівниками кооперативів, і законопроєкту, що дозволяв видавати валюту на основі земельної вартості, без прив'язки до золота.

### Стенфордський університет

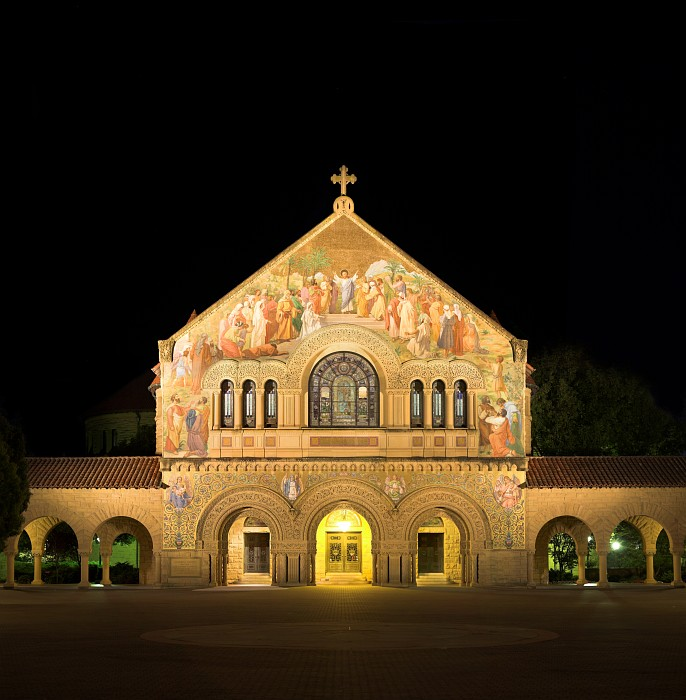
Меморіальна церква в Стенфордському університеті, присвячена пам'яті Ліленда Стенфорда

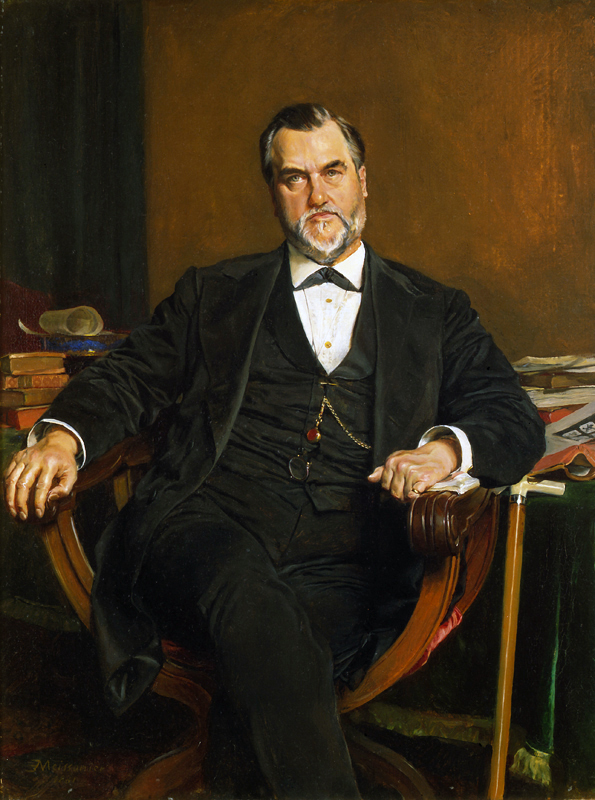
Ліленд Стенфорд. Художник Жан-Луї-Ернест Месон'е. Музей Стенфорда.

див. основну статтю Стенфордський університет
Ліленд Стенфорд, разом з дружиною Джейн, заснували Leland Stanford Junior University як пам'ятку їх єдиній дитині, Ліленду Стенфорду-молодшому, що помер підлітком в 1884 році у Флоренції під час поїздки до Європи. 14 листопада 1885 Ліленд і Джейн підписали Акт про пожертву на першому засіданні Опікунської ради. Крім опису організаційної структури майбутнього університету, в умови надання гранту входять всього три конкретних положення: "піклувальники мають право і зобов'язані:
- встановити і підтримувати в університеті таку систему освіти, яка, будучи реалізованою, допоможе випускникам реалізувати поставлені завдання;
- заборонити сектантське навчання, обов'язково навчати в університеті про безсмертя душі, існування наймудрішого і доброзичливого Творця і що покора Його законами є вищим боргом людини;
- навчити прав та переваг об'єднання і співпраці;
- забезпечити рівні можливості для обох статей;
- використовувати ферму в Пало-Альто для навчання в галузі сільського господарства.

Приблизно 20 млн дол США (400 млн в доларах 2005 року) було направлено до університету, який відкрився 1 жовтня 1891. Його першим учнем цього дня був Герберт Гувер. Стан сім'ї Стенфорда в кінці дев'ятнадцятого століття оцінюється приблизно в $ 50 млн. ($ 1 млрд в доларах 2005 року).

### Особисте життя
Ліленд Стенфорд був активним масоном. Він був Великим Майстром Великої Ложі масонів штату Нью-Йорк. 
Довго страждав від опорно-рухової атаксії. Помер від серцевого нападу у себе вдома в Пало-Альто, штат Каліфорнія 21 червня 1893 і був похований у фамільному мавзолеї Стенфордів на території Стенфордського кампуса. Джейн Стенфорд померла в 1905.

## Спадщина
На Центрально-тихоокеанської залізниці було два локомотива з ім'ям Стенфорда:
- Gov. Stanford. Зберігається в даний час в Каліфорнійському Державному Музеї Залізниці в Сакраменто.

- El Gobernador. Був відправлений на злам в липні 1894.

На території кампуса Стенфордського університету є Меморіальна церква, присвячена його пам'яті.